# Mezzosoprán

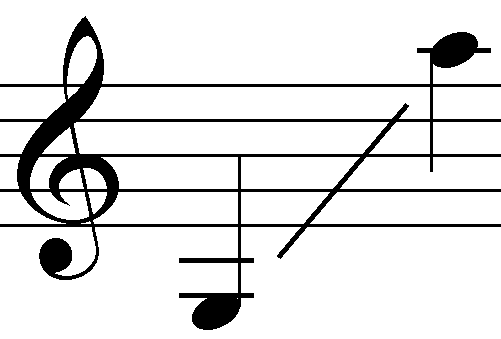
Tónový rozsah mezzosopránu

Mezzosoprán (z ital. mezzosoprano; mezzo – půl, sopra – nahoře) je hlasový obor ležící mezi sopránem a altem. Nejčastěji je zpíván ženami a dětmi, v dřívějších dobách i kastráty. Oproti sopránu má temnější barvu tónu a níže položený tónový rozsah. Rozsah mezzosopránu je přibližně a – a2.

## Mezzosopránové role v operách
Především v barokních operách jsou rozšířené tzv. kalhotkové role, ve kterých mezzosopranistky zpívají role mladých mužů, např. Cherubino v Mozartově Figarově svatbě. I v pozdějších operách se takové role vyskytují, mezi nimi Oskar ve Verdiho Maškarním plese a Oktavián v opeře Richarda Strausse Růžový kavalír.
Jednou z nejznámějších mezzosopránových rolí je Carmen ve stejnojmenné opeře Georgese Bizeta. Z dalších rolí lze jmenovat mj. postavu Dalily v opeře Samson a Dalila, kterou složil Camille Saint-Saëns.

## Mezzosopranistky
K mezzosopranistkám 19. století patřily sestry Maria Malibranová a Pauline Viardotová, ve 20. století se jednalo např. o Agnes Baltsaovou, Teresu Berganzovou , Jelenu Obrazcovovou a Rose Delmar (Ružena Haasová).
Mezi české mezzosopranistky patří Magdalena Kožená, Štěpánka Pučálková, Edita Randová či Dagmar Pecková. Na světových operních scénách působí v tomto hlasovém oboru mj. Švédka Anne Sofie von Otter, Italky Cecilia Bartoli a Daniela Barcellona, Američanka Joyce DiDonato či Lotyška Elīna Garanča.